# Грин-Ривер (Вайомінг)
Грін-Рівер (англ. Green River) — місто (англ. city) в США, в окрузі Світвотер штату Вайомінг. Населення — 11 825 осіб (2020).

## Географія
Грін-Рівер розташований за координатами 41°30′45″ пн. ш. 109°28′14″ зх. д. / 41.51250° пн. ш. 109.47056° зх. д. (41.512417, -109.470507). За даними Бюро перепису населення США в 2010 році місто мало площу 36,30 км², з яких 35,55 км² — суходіл та 0,75 км² — водойми.

### Клімат
| Клімат : Грін-Рівер                | Клімат : Грін-Рівер | Клімат : Грін-Рівер | Клімат : Грін-Рівер | Клімат : Грін-Рівер | Клімат : Грін-Рівер | Клімат : Грін-Рівер | Клімат : Грін-Рівер | Клімат : Грін-Рівер | Клімат : Грін-Рівер | Клімат : Грін-Рівер | Клімат : Грін-Рівер | Клімат : Грін-Рівер | Клімат : Грін-Рівер |
| Показник                           | Січ.                | Лют.                | Бер.                | Квіт.               | Трав.               | Черв.               | Лип.                | Серп.               | Вер.                | Жовт.               | Лист.               | Груд.               | Рік                 |
| Абсолютний максимум, °C            | 15,6                | 20,0                | 23,3                | 30,0                | 34,4                | 39,4                | 40,0                | 37,8                | 36,7                | 31,7                | 22,8                | 18,9                | 40,0                |
| Середній максимум, °C              | 0,3                 | 3,1                 | 9,1                 | 14,7                | 20,3                | 26,3                | 30,0                | 29,2                | 23,6                | 16,9                | 7,1                 | 1,4                 | 15,2                |
| Середня температура, °C            | −7,3                | −4,8                | 1,7                 | 6,3                 | 11,3                | 16,2                | 19,7                | 18,6                | 13,2                | 7,0                 | −0,8                | −6,6                | 6,3                 |
| Середній мінімум, °C               | −14,9               | −12,8               | −5,8                | −2,1                | 2,2                 | 6,2                 | 9,3                 | 8,1                 | 2,7                 | −3                  | −8,8                | −14,6               | −2,7                |
| Абсолютний мінімум, °C             | −40                 | −40,6               | −32,2               | −18,9               | −10,6               | −4,4                | −0,6                | −3,3                | −15,6               | −20,6               | −28,3               | −41,1               | −41,1               |
| Норма опадів, мм                   | 11                  | 9                   | 16                  | 23                  | 30                  | 20                  | 19                  | 16                  | 21                  | 17                  | 12                  | 9                   | 203                 |
| ---------------------------------- | ------------------- | ------------------- | ------------------- | ------------------- | ------------------- | ------------------- | ------------------- | ------------------- | ------------------- | ------------------- | ------------------- | ------------------- | ------------------- |
| Джерело: NOAA (normals, 1971–2000) |                     |                     |                     |                     |                     |                     |                     |                     |                     |                     |                     |                     |                     |

## Демографія

### Перепис 2010
Згідно з переписом 2010 року, у місті мешкало 12 515 осіб у 4642 домогосподарствах у складі 3406 родин. Густота населення становила 345 осіб/км². Було 5002 помешкання (138/км²).
Расовий склад населення:
| - 92,1 % — білих - 0,8 % — корінних американців - 0,5 % — азіатів - 0,4 % — чорних або афроамериканців - 0,1 % — вихідців з тихоокеанських островів - 4,1 % — осіб інших рас |

До двох чи більше рас належало 2,0 %. Частка іспаномовних становила 13,4 % від усіх жителів.
За віковим діапазоном населення розподілялося таким чином: 28,4 % — особи молодші 18 років, 63,0 % — особи у віці 18—64 років, 8,6 % — особи у віці 65 років та старші. Медіана віку мешканця становила 33,9 року. На 100 осіб жіночої статі у місті припадало 106,7 чоловіків; на 100 жінок у віці від 18 років та старших — 106,3 чоловіків також старших 18 років.
Середній дохід на одне домашнє господарство становив 84 297 доларів США (медіана — 72 656), а середній дохід на одну сім'ю — 94 113 долари (медіана — 84 129). Медіана доходів становила 71 333 долари для чоловіків та 45 019 доларів для жінок. За межею бідності перебувало 10,6 % осіб, у тому числі 11,2 % дітей у віці до 18 років та 8,8 % осіб у віці 65 років та старших.
Цивільне працевлаштоване населення становило 6223 особи. Основні галузі зайнятості: освіта, охорона здоров'я та соціальна допомога — 19,7 %, сільське господарство, лісництво, риболовля — 16,2 %, виробництво — 10,4 %, мистецтво, розваги та відпочинок — 9,4 %.

### Перепис 2000
За даними перепису 2000 року,
на території муніципалітету мешкало 11808 людей, було 4177 садиб та 3212 сімей.
Густота населення становила 332,5 осіб/км². Було 4426 житлових будинків.
З 4177 садиб у 42,5 % проживали діти до 18 років, подружніх пар, що мешкали разом, було 64,4 %,
садиб, у яких господиня не мала чоловіка — 8,4 %, садиб без сім'ї — 23,1 %.
Власники 19,3 % садиб мали вік, що перевищував 65 років, а в 6,0 % садиб принаймні одна людина була старшою за 65 років.
Кількість людей у середньому на садибу становила 2,80, а в середньому на родину 3,22.
Середній річний дохід на садибу становив 53 164 доларів США, а на родину — 59 100 доларів США.
Чоловіки мали дохід 51 418 доларів, жінки — 24 306 доларів.
Дохід на душу населення був 20 398 доларів.
Приблизно 3,1 % родин та 4,5 % населення жили за межею бідності.
Серед них осіб до 18 років було 6,0 %, і понад 65 років — 5,3 %.
Середній вік населення становив 34 років.